# Retiro (Buenos Aires)
Pour les articles homonymes, voir Retiro.
Retiro est un quartier (barrio) de la ville de Buenos Aires.

## Description et fonctions
Le Retiro est situé au nord-est de la capitale et limité à l'ouest par le quartier de Recoleta. Il doit son nom à une grande maison portant le nom de El Retiro, autrefois située à l'emplacement de l'actuelle Plaza San Martín.
Cette zone est fort importante comme zone de transbordement de passagers, étant donné qu'il y passe de nombreuses lignes de transport collectif. De plus, il s'y trouve trois gares terminales ferroviaires (Estación Retiro de la FCGBM,  de la FCGMB et de la FCGSM) ainsi que la gare terminale des Omnibus.
Retiro est presque un arrêt obligé pour les parcours touristiques dans la capitale, aussi bien grâce à la splendide Plaza San Martín que pour pouvoir admirer d'autres monuments et lieux importants, comme la Torre Monumental ou Tour Monumentale (appelée Torre de los Ingleses ou Tour des Anglais avant la Guerre des Malouines en 1982), l'édifice Kavanagh et le Monument aux Morts des Malouines, situé sur la dite place.
Fait aussi partie du quartier Retiro, la Villa 31, une des villas miserias les plus connues du pays, que la dictature Videla et autres (du processus de Reorganización Nacional ou dictature militaire) tenta en vain d'éradiquer.

## Chiffres
- La population du quartier se montait à 45 002 habitants en 2001.
- Superficie : 2,9 km2.
- Densité de population : 15 517 habitants/km2.

## Limites
Les limites du quartier sont définies par les rues suivantes :
- Calle Montevideo
- Calle Uruguay
- Avenida Córdoba
- Avenida Eduardo Madero
- Calle San Martín
- Calle Corbeta Uruguay
- Avenida Ante Puerto

## Métro
On accède au quartier de Retiro par la ligne  du métro ou subte de la ville. Deux stations de cette ligne s'y trouvent en effet : 
- la station "General San Martín"
- La station "Retiro", terminus de la ligne, situé à la grande gare de Retiro et permettant des correspondances vers l'ensemble de la banlieue nord de la ville.

Notons enfin que la ligne C est également en correspondance avec les quatre autres lignes du réseau de métro (A B D et E)